# (7869) Pradun
(7869) Pradun es un asteroide perteneciente al cinturón de asteroides, descubierto el 2 de septiembre de 1987 por la astrónoma soviética Liudmila Chernyj desde el Observatorio Astrofísico de Crimea.

## Designación y nombre
Designado provisionalmente como 1987 RV3. Fue nombrado Pradun en honor al economista ucraniano Valentin Panteleevich Pradun.